# Ardisia bambusetorum
Ardisia bambusetorum är en viveväxtart som beskrevs av George King och Gamble. Ardisia bambusetorum ingår i släktet Ardisia och familjen viveväxter. Inga underarter finns listade i Catalogue of Life.